# La clave Da Vinci
La clave Da Vinci (título original: Da Vinci's Quest) es una serie dramática de televisión canadiense que se emitió originalmente en CBC Television de 1998 a 2005. Aunque este programa nunca fue un éxito de audiencia, fue aclamada por la crítica y atrajo a seguidores leales. Por ello, en última instancia, se filmaron siete temporadas de trece episodios cada una para un total de 91 episodios.

## Argumento
El forense de la ciudad de Vancouver, Dominic Da Vinci, es un ex oficial de policía que trae su mentalidad policial a su trabajo actual. Su trabajo es averiguar si una muerte violenta es un homicidio o un suicidio. Da Vinci es obstinado, lo que le ha llevado a hacer muchos amigos pero también muchos enemigos a lo largo de su carrera profesional.

## Reparto
- Nicholas Campbell - Dominic Da Vinci
- Donnelly Rhodes - Det. Leo Shannon
- Venus Terzo - Det. Angela Kosmo
- Ian Tracey - Det. Mick Leary

## Producción
Se filmó la serie en Vancouver y, para conseguir el realismo de ella, se filmó la serie a menudo en las calles de la ciudad y con cámara en mano.

## Premios
La serie recibió varios premios Gemini, los más importantes de la industria de la televisión canadiense.